# Terraria
Terraria è un videogioco Sandbox Action-Adventure prodotto da Re-Logic, casa indipendente di videogiochi. Le caratteristiche del gioco, ambientato in un mondo in due dimensioni generato in modo casuale, sono l'esplorazione, la costruzione di oggetti e di edifici e il combattimento contro una serie di creature, mostri e boss.
Fu distribuito il 16 maggio 2011 e si stima che durante quel giorno siano state vendute circa 50.000 copie e ci sia stato un picco di 17.000 giocatori online allo stesso momento. Dopo la prima settimana vennero vendute 200.000 copie del gioco.
Secondo un sondaggio del sito IndieDB, a cui hanno partecipato oltre 170.000 utenti, Terraria è risultato il migliore gioco indipendente del 2011.
Il 29 agosto 2013 il gioco è stato distribuito anche per iOS, e un adattamento della versione per console (che contiene più oggetti e mostri da combattere) che comprende soltanto la versione normale, non potendo accedere alla modalità difficile, alcune limitazioni come il limite di cuori impostato a 10 (200 punti ferita), una difesa minore dei mostri e dei comandi adattati per il touch screen.
Dall'11 dicembre 2013 il gioco è disponibile anche su PlayStation Vita. Le sole versioni iOS e Android hanno raggiunto 1.300.000 di download totali.
il 16 febbraio 2015 vennero annunciati due spin-off della serie: Terraria: Otherworld e Terraria 2. Tuttavia, Il 12 aprile 2018 venne annunciato, sul forum ufficiale del gioco, la cancellazione del progetto relativo a Terraria: Otherworld.
Il 16 maggio 2020 è uscito ciò che si credeva l'ultimo e definitivo aggiornamento del gioco chiamato Journey's End.
Infatti nel 28 settembre 2022 è stato pubblicato il più recente aggiornamento, Labor of Love (1.4.4)
Il gioco però, nel 2025, è ancora in sviluppo, infatti il team Re-Logic sta prendendo tempo per far uscire l'aggiornamento entro il suddetto anno (1.4.5)

## Modalità di gioco
Terraria presenta fondamentalmente quattro modalità di gioco: la Journey's mode, la normal mode, l'expert mode e la master mode. La prima tra queste presenta caratteristiche che permettono al giocatore di interagire col mondo come meglio gli aggrada (simile alla Modalità creativa di Minecraft), le altre tre sono in termini di gameplay molto simili: le differenze stanno, per esempio, nel bottino ricavabile durante l'avventura e nella difficoltà delle battaglie contro i boss.
Prima di cominciare, al giocatore è data la possibilità di personalizzare alcuni dettagli del proprio personaggio, come il colore dei capelli e dei vestiti, o più importante una difficoltà "personale" del PG, tra le quali: Softcore, Mediumcore e Hardcore. Ognuna di queste cambiano il tipo di penalità subita dalla morte durante la partita, da quella più leggera a quella più pesante (fino ad addirittura l'eliminazione totale del personaggio).
A inizio partita, al giocatore vengono dati in dotazione vari strumenti per raccogliere le risorse circostanti, accompagnato da un NPC: la guida. Egli sarà disposto a dimostrare, qualora il giocatore lo dovesse ritenere necessario, possibili crafting (la lavorazione degli oggetti) o consigli per proseguire durante l'avventura. Da questo momento in poi lo scopo del giocatore sarà quello di eliminare, in modo graduale, tutti i boss esistenti nel gioco sviluppando il proprio complesso domestico, sbloccando gli NPC disponibili ed esplorando il proprio mondo. Ogni boss sconfitto può portare, in base a quale tra i tanti venga eliminato dal giocatore, a cambiamenti all'ambientazione, ai mostri e agli oggetti. Inoltre, nel mondo vi sarà sempre un bioma "antagonista" (la Corruzione o la Cremisi, in base a quale sceglie il giocatore prima della creazione del mondo), che corroderà lentamente le altre zone ad esso vicine, rendendole del tutto inospitali o privi di materiali utili al giocatore: sarà dunque suo compito fermarne l'espansione.
Il gameplay di Terraria è suddiviso da due stadi di difficoltà che differiscono grandemente l'uno dall'altro: la Pre-hardmode e la Hardmode. Nel momento della creazione del mondo, questo sarà sempre posto in Pre-hardmode, cioè una modalità per così dire "normale" che è caratterizzato dallo spawn di determinate creature o la generazione di materiali di un certo livello. D'altro canto, la morte del Muro di carne (un boss) determinerà lo scambio da modalità Pre-hardmode verso quella Hardmode, che renderà possibile la generazione di nemici molto più potenti assieme a tanti altri cambiamenti, se non alla generazione di altri boss: questo passaggio, ai fini di completare la partita, è essenziale.

### Sistema di classi
Terraria dispone di una grande varietà di oggetti: grazie ad essi, è possibile determinare, a scelta libera del giocatore, in quale tipo di armi specializzarsi. Ciò permette al proprio personaggio giocante di essere più prestante in determinate statistiche e/o situazioni, designando una classe. Le classi sono principalmente quattro:
- Corpo a corpo - come suggerisce il nome, classe specializzata in combattimenti ravvicinati grazie all'alta durabilità in battaglia e armi ravvicinate come spade, mazze ferrate o addirittura yo-yo.
- Da distanza - classe specializzata in combattimenti di medie e/o lunghe distanze grazie all'utilizzo di armi come archi ed armi da fuoco.
- Magico - classe specializzata nell'utilizzo di armi magiche di vario tipo, come tomi, scettri e altri arnesi. Durante l'utilizzo di queste verrà consumato il mana.
- Evocatore - classe specializzata nell'evocazione di creature di natura varia in grado di danneggiare i nemici e difendere l'evocatore stesso.

### Boss
I boss su Terraria sono una delle parti principali del gioco e rappresentano per i giocatori una delle tappe più importanti da conseguire per completare l'avventura.
La loro rilevanza varia in base a quando possono essere evocati o ai cambiamenti che possono apportare al mondo una volta sconfitti. Inoltre, ci sono anche dei boss considerati più "secondari" che altro, di conseguenza la loro morte non porterà a nessun cambiamento. Dunque, offrono ai giocatori più interessati e coinvolti in una sfida del bottino in più.
I boss possono essere evocati tramite determinati oggetti o grazie a precise circostanze.